# Magas
Magas (cyrilicí Мага́с, v inguštině „Sluneční město“) je hlavní město Ingušska, podkavkazské republiky na jihu Ruské federace. Město bylo založeno v roce 1995 a v roce 2002 nahradilo město Nazraň ve funkci hlavního města. Žije zde 18 521 obyvatel (2024).
V roce 1992, kdy bylo Ingušsko odděleno od Čečenska, bylo dočasně stanoveno jako hlavní město Nazraň, ale pro tento účel se nehodilo. V roce 1995 prezident Ruslan Aušev založil Magas jen pár kilometrů jižně od Nazraně a pojmenoval ho podle středověkého města Maghas, kdysi hlavního města středověké říše Alanie. Nové město bylo zprvu vybudováno pouze pro administrativní účely. Prezidentův palác a sídlo vlády byly vybudovány v bohatém orientálním stylu. Obchodní část je rozestavěná, město je do budoucnosti plánováno pro 30 000 lidí.